# 웨민쥔
웨민쥔(岳敏君, Yue Minjun, 1962년 ~ )은 중화인민공화국의 현대미술작가이다. ‘냉소적 사실주의자(Cynical Realist)’로 대표되며, 장샤오강, 왕광이, 팡리쥔와 함께 중국 현대미술의 2세대 작가 군에 속한다. 배반하는 현실을 비웃고, 폭력적인 현실에 눈감는 자아를 표현한
‘웃음 시리즈’로 세계적인 주목을 받았으며, 그의 작품 <처형>은 2007년 런던 소더비 경매에서 590만 달러에 팔리면서 중국 현대미술 화가 작품 중 최고가로 낙찰되기도 하였다. 현재 베이징에서 거주, 작업하고 있으며, 대표작으로는 《대단결》(1992), 《자유를 이끄는 여신》(1995~1996), 《처형》(1995), 《기억 1》(2000), 《새》(2003), 《육해공》(2007)이 있다.

## 생애
웨민쥔은 1962년 중국 헤이룽장성 다칭의 군인 가정에서 태어났다. 6살 때 정부의 유전 발굴정책으로 부모님을 따라 다칭에서 우한으로 이사했고, 조부모님과 산둥에서 살다가 부모님이 베이징 석유 개발 연구원으로 배치되자 10살 때 베이징으로 집을 옮겼다. 고등학교 졸업 후 베이징을 떠나 텐진 석유 공장에서 전기공으로 평범하게 살았으나, 전업 예술가로서의 꿈을 품고 1985년 허베이 사범대학 회화과에 입학하였다. 한창 신사조 미술 운동이 활발하던 당시, 그는 자유롭게 다양한 형식의 회화들을 실험하며 당시 ‘85 예술가들처럼 각종 미학, 철학, 역사책을 읽었다. 그리고 이듬 해 그는 ’85 신사조 운동에 동참하였다. 1989년 대학을 졸업한 후 석유 교육 학원의 미술 강사로 일했으나, 천안문 사태에 혐오감을 느낀 그는 1990년 베이징으로 옮겨 위엔밍위엔예술촌에서 양사오빈과 함께 작업실을 얻어 본격적인 직업 화가의 생활을 시작하였다. 당시 웨민쥔은 생계비와 재료비를 얻기 위해 혹독한 생활고를 겪어야 했으며, 기존 권위에 대한 반발의 의미로 긴 머리를 고수하기도 했다. 한편, 위엔밍위엔예술촌은 원래 베이징 사람들이 자주 찾는 휴식 공간이었는데, 예술에 관심이 있는 사람들은 예술촌에 와서 많은 예술가들과 교류하곤 했다. 웨민쥔을 비롯한 팡리쥔, 양사오빈이 위에밍위엔예술촌의 초기멤버였고 시간이 흐르자 수많은 예술가들이 이 곳으로 몰려들면서 국내외 언론과 해외투자가들로부터 주목을 받기 시작했다. 1993년에는 미국의 <뉴욕 타임즈(The New York Times)>에서는 위에밍위엔예술촌의 예술가들을 다룬 기사를 싣기도 했는데, 미국 은행 투자가들은 그 전부터 웨민쥔의 작품을 사들이기 시작했다.

## 작품
그의 작품은 크게 <웃음 시리즈>에서 <장면 시리즈>, 그리고 <미궁 시리즈>로 이어진다.

### <웃음 시리즈>
웨민쥔의 초기 그림은 보헤미안적인 그의 친구들로부터 발전하였다. 작업 초기에 웨민쥔은 세상에 대해 냉소를 던지고 있는 자신과 주변 친구들의 모습을 그리면서 작품의 윤곽을 잡아나가고자 했다. 그리고 점차 이들은 더욱 과장된 표정이나 제스처로 그려지기 시작했고, 그림 속 인물은 화가 자신으로 대체되었다. 눈을 감고서 크게 웃고 있는 인물은 들라크루아의 <민중을 이끄는 자유의 여신(The 28th July: Liberty Leading the people)>, 마네의 <막시밀리안 황제의 처형(The Execution of Emperor Maximilian)>과 같은 서양의 명작들이나 중국의 전통을 상징하는 다양한 사물들과 함께 등장하였고, 그러한 인물이 작품에서 반복적으로 사용되면서 그의 이미지는 웨민쥔의 작품에서 일종의 트레이드마크로 자리 잡았다. 그의 작품 속에서 지속적으로 나오는 인물의 모습은 작품마다 크게 변하지 않으며, 여럿으로 복제되어 등장하는 경우가 많다. 겉으로 보면 작품 속 인물은 과장된 제스처와 입 모양으로 과격하리만큼 크게 웃고 있지만, 작가는 그의 웃음을 통해 중국의 문화 혁명과 개혁, 개방으로 인한 혼란, 공허, 슬픔, 분노를 나타내고자 하였다.

#### 작가의 언급[4]
"내 작품 속 인물은 모두 바보 같다. 그들은 웃고 있지만 그 웃음 속에는 강요된 듯한 부자유스러움과 어색함이 숨어 있다. 나는 이들의 모습을 통해 아무 생각도 없이 누군가에게 조종당하며 행복해하는 사람들을 표현한다. 이들은 곧 내 초상이자 친구의 모습이며 나아가 이 시대의 슬픈 자화상이기도 하다."

### <장면 시리즈>
<웃음 시리즈>에 이어 웨민쥔은 인물이 중심이 되는 기존의 회화 방식에서 벗어나고자 <개국대전>, <페이두어루딩 다리>, <풀 밭 위의 점심>, <호라티우스 형제의 맹세> 등을 패러디하여 의도적으로 화면의 중심인물은 제거하고 원래의 배경만을 제시하였다. 그는 화면 속의 인물을 제거함으로써 관중들에게 역사 속에서 얼마나 많은 사람들이 잊혀졌는지를 환기시키고자 했다.

### <미궁 시리즈>
웨민쥔은 <웃음시리즈>로부터 <장면 시리즈>로 이어온 정치, 역사, 문화 같은 ‘과거의 문제들’을 벗어나 현재와 미래에 다가서기 위해 <미궁 시리즈>를 시작했다. 작가는 그 미궁 안에서 세계의 정치와 테러리즘, 중국의 신앙 결핍 문제, 예술에서 작가와 관객의 소통, 전통의 의미, 신중국 역사, 그 안에서 헤매는 개인의 일생 같은 다양한 스토리를 다루 면서 이를 통해 급변하는 현실 속에서 겪는 혼란스러움 을 담고자 하였다.

## 전시경력

### 개인전[6][7]
| 연도 | 전시명                                            | 주최                 | 전시장소   |
| ---- | ------------------------------------------------- | -------------------- | ---------- |
| 2009 | <The Archeological Discovery in AD3009>           | Today Art Museum     | 베이징     |
| 2007 | <Yue Minjun and the Symbolic Smile》              | 퀸즈 박물관          | 뉴욕       |
| 2007 | <Yue Minjun: Looking for Art>                     | 베이징 인민공사      | 베이징     |
| 2007 | <Yue Minjun: I Love Laughing>                     | 아시아 소사이어티    | 뉴욕       |
| 2006 | <복제된 우상: 웨민쥔 2004-2006>                   | 허시아닝 미술관      | 중국       |
| 2006 | <YUE MINJUN: SMILE-ISMS>                          | 아라리오 갤러리      | 뉴욕       |
| 2006 | <Yue Minjun: Manipulation Series>                 | 엔리코 나바라 갤러리 | 파리       |
| 2006 | <The Reproduction of Idols: Yue Minjun 2004-2006> | 허시앙닝 미술관      | 중국       |
| 2006 | <Looking for Terrorists>                          | 베이징 인민공사      | 베이징     |
| 2005 | <Post Auratic Self Portrayal of Yue Min Jun>      | CP Foundation        | 인도네시아 |
| 2004 | <웨민쥔: 조각 & 회화>                             | 쇼에니 아트 갤러리   | 홍콩       |
| 2003 | <Yue Min Jun: Beijing Ironicals>                  | Prüss & Ochs 갤러리  | 베를린     |
| 2003 | <웨민쥔>                                          | 메이레 갤러리        | 스위스     |
| 2002 | <유쾌한 냉소에 흠뻑 빠진 웨민쥔>                  | 수빈아트 갤러리      | 싱가포르   |
| 2002 | <Yue Min Jun: Handling>                           | 원월드 아트센터      | 베이징     |
| 2000 | <Red Ocean-Yue Min Jun>                           | 중국현대             | 런던       |

### 단체전[6][7]
| 연도 | 전시명                                                                                              | 주최                                                             | 전시장소                 |
| ---- | --------------------------------------------------------------------------------------------------- | ---------------------------------------------------------------- | ------------------------ |
| 2009 | <Beijing-Havana: New Contemporary Chinese Art Revolution>                                           | 쿠바 국립 미술관                                                 | 쿠바                     |
| 2009 | <A Gift to Marco Polo: A Collateral Event for the 53rd Biennale di Venezia>                         | 베니스 국제 대학교                                               | 베니스                   |
| 2009 | <in-TRANSIT-ion: Vancouver Biennale 2009-2011>                                                      | 모턴 공원                                                        | 벤쿠버                   |
| 2009 | <2009 Art Changsha- Scene>                                                                          | 후난 지역 박물관                                                 | 중국                     |
| 2008 | <상하이 비엔날레 2004>                                                                              | 상하이 아트 박물관                                               | 중국                     |
| 2008 | <Our Future: Collection of UCCA>                                                                    | 울렌스 현대 미술센터                                             | 베이징                   |
| 2008 | <Facing Reality-Selection of Chinese Contemporary Art>                                              | 베이징 국립 미술관                                               | 베이징                   |
| 2007 | <China-Facing Reality>                                                                              | 현대 미술 루드비히 비엔나 재단 박물관                            | 비엔나                   |
| 2007 | <Post Martial Laws vs. Post “89: the Contemporary Art in Taiwan and China>                          | 타이완 미술관, 쏭좡 미술관                                       | 베이징                   |
| 2007 | <We Are Your Future- Special Project in Moscow Biennale 2007>                                       | 중앙 화가의 집                                                   | 모스크바                 |
| 2007 | <Energy- Spirit, Body, Material: The 1st Today’s Documents 2007>                                    | Today Art Museum                                                 | 베이징                   |
| 2006 | <Radar—Selections from the Collection of Vicky and Kent Logan>                                      | 덴버 미술관                                                      | 미국                     |
| 2006 | <Shu: Reinventing Book in Contemporary Chinese Art>                                                 | 중국 연구소 갤러리                                               | 뉴욕                     |
| 2006 | <Mahjong - Contemporary Chinese Art from the Sigg Collection>                                       | 함부르크 시립 미술관                                             | 독일                     |
| 2005 | <Beautiful Cynicism>                                                                                | 아라리오 베이징                                                  | 중국                     |
| 2005 | <Sky of Fate-2005 중국회화 초대전>                                                                  | 센젠 미술관                                                      | 중국                     |
| 2005 | <Open 2005—조각과 설치 국제전>                                                                      | 리도                                                             | 베니스                   |
| 2005 | <XIANFENG—Chinese Avant-garde Sculpture>                                                            | Beelden Aan Zee 미술관                                           | 네덜란드                 |
| 2005 | <Mahjong: Sigg Collection of Modern Chinese Art>                                                    |                                                                  | 스위스                   |
| 2005 | <Dress Up in Art：Theme Exhibition on Traditional Chinese Operas>                                   | 수빈아트 갤러리                                                  | 싱가포르                 |
| 2005 | <No U-Turn: 중국현대미술>                                                                           | TNUR 관도미술관                                                  | 대만                     |
| 2005 | <Conceptual Art——중국의 현대회화전>                                                                 | 센젠미술관                                                       | 중국                     |
| 2004 | <Dreaming of the Dragon’s Nation: 중국현대미술전>                                                   | 아이리쉬 현대미술관                                              | 아일랜드                 |
| 2004 | <상하이 비엔날레 2004: Techniques of the Visible>                                                   |                                                                  | 중국                     |
| 2004 | <광주 비엔날레 2004: 한 줌의 먼지, 한 방울의 물>                                                    |                                                                  | 한국                     |
| 2004 | <해변위의 미술: 조각>                                                                               | 엔리코 나바라 갤러리                                             | 프랑스                   |
| 2004 | <20 Years of Hanart TZ Gallery>                                                                     | 홍콩아트센터                                                     | 중국                     |
| 2004 | <China, the Body Everywhere?>                                                                       | 마르세유 현대미술관                                              | 프랑스                   |
| 2003 | <From China with Art>                                                                               | 인도네시아 국립 갤러리                                           | 인도네시아               |
| 2003 | <the Rest of the World>                                                                             | Neuffer Am Park                                                  | 독일                     |
| 2003 | <Newe Kunsthalle Mannheim 2>                                                                        | 쿤스트할 만하임                                                  | 독일                     |
| 2003 | <CP Open Biennale 2003>                                                                             | 인도네시아 국립갤러리                                            | 인도네시아               |
| 2003 | <사람들 그리고 사람들: 광동미술관의 중국 현대미술 소장전>                                           | 광동미술관                                                       | 중국                     |
| 2003 | <Living Conditions: 광동미술관의 중국 현대미술 소장전>                                              | 광동미술관                                                       | 중국                     |
| 2002 | <중국현대미술: 붉은 땅, 중국>                                                                       | 광주미술관                                                       | 한국                     |
| 2002 | <한,중 회화전-2002 New Expression>                                                                  | 서울 문화 예술센터                                               | 한국                     |
| 2002 | <중국현대미술>                                                                                      | 레이캬비크 미술관                                                | 아일랜드                 |
| 2002 | <A Point in Time-Changsha>                                                                          | 뷰티미술관                                                       | 중국                     |
| 2002 | <제 1회 광저우 트리엔날레>                                                                          | 광저우 미술관, 광동미술관                                        | 중국                     |
| 2002 | <Inaugural Exhibition: Contemporary Terracotta Warriors>                                            | 에스플러네이드                                                   | 싱가포르                 |
| 2002 | <Golden Harvest-Chinese Contemporary Exhibition>                                                    | 크로아티아 국립미술관                                            | 크로아티아               |
| 2001 | <Ornament and Abstraction>                                                                          | Foundation Beyeler                                               | 스위스                   |
| 2001 | <뜨거운 도가니: 중국현대미술>                                                                       | 쿤스트네메스                                                     | 오슬로                   |
| 2001 | <새로운 이미지를 향하여 -중국현대회화 20년>                                                         | 베이징국립미술관, 상하이 미술관, 심천 미술관, 광동미술관         | 중국                     |
| 2001 | <Song Zhuang>                                                                                       | Stadtische Galerie im Buntentor Bremen & KunstvereinLudwigshafen | 독일                     |
| 2000 | <Between...>                                                                                        | 청두 업리버 레지던시, 쿤밍, 업리버 클럽                          | 중국                     |
| 2000 | <중국현대의 자화상>                                                                                 | 프렌코스 미테랑 문화센터                                         | 프랑스                   |
| 2000 | <우리의 친구들>                                                                                     | 바우하우스 대학교 갤러리                                         | 독일                     |
| 1999 | <Open Boundary: 제 48회 베니스 비엔날레>                                                            |                                                                  | 이탈리아                 |
| 1999 | <Transparence, opacité?- 14인 중국현대 아티스트>                                                    |                                                                  | 프랑스, 이탈리아         |
| 1999 | <1999 Open Channels：제 1회 동유 미술관 소장전>                                                     | 동유미술관                                                       | 중국                     |
| 1999 | <New Modernism for a New Millennium: Works by Contemporary Asian Artists from the Logan Collection> | 린 갤러리                                                        | 샌프란시스코             |
| 1998 | <The Grand Tour, Chinese Contemporary>                                                              |                                                                  | 런던                     |
| 1998 | <제 1회 갤러리 Upriver 소장전>                                                                      | 허샹닝 아트 갤러리                                               | 중국                     |
| 1998 | <It's Me! -90년대 중국 현대미술의 프로필>                                                           | 포비든 시티 & 타이미아오                                         | 베이징                   |
| 1998 | <Beijing Prediction: 중국의 현대미술>                                                               |                                                                  | 베이징                   |
| 1997 | <”Quotation Marks”: 중국현대회화전>                                                                 | 싱가포르미술관                                                   | 싱가포르                 |
| 1997 | <China Now>                                                                                         |                                                                  | 도쿄, 일본, 바젤, 스위스 |
| 1996 | <China!>                                                                                            | 본 아트 미술관                                                   | 독일, 오스트리아         |
| 1996 | <Art to Swatch>                                                                                     | 스와치 ‘1996 아티스트 컬렉션’ 디자인 참가                        |                          |
| 1995 | <중국의 비전: Contemporary Chinese Painting by Chinese Masters>                                     | 퍼시픽 씨티 클럽                                                 | 방콕                     |
| 1995 | <중국현대 유화전: From Realism to Post-Modernism>                                                   | 갤러리 Theoremes                                                 | 벨기에                   |
| 1994 | <대나무 커튼 뒤의 얼굴들: 웨민쥔과 양샤오빈 작품>                                                   | 쇼니 아트 갤러리                                                 | 홍콩                     |
| 1992 | <원명원 아티스트전>                                                                                 | 원명원                                                           | 베이징                   |
| 1991 | <현대미술전>                                                                                        | 베이징 프렌드쉽 게스트 하우스                                    | 중국                     |
| 1987 | <"S" Art Exhibition>                                                                                | 허베이 미술관                                                    | 중국                     |

## 미술관 소장[8]
- 업리버 갤러리(청두, 중국)
- 동유미술관(중국)
- 샌프란시스코 현대미술관(미국)
- 시카고 건축 미술관(시카고, 미국)
- CP 파운데이션(워싱턴, 미국)
- Francois Mitterand 문화센타(프랑스)

## 참고 자료
- 《조선일보》(2010.3.30.) "<세계 미술의 巨匠에게 듣는다> 中 현대미술 작가 위에민쥔"
- 《국민일보》(2008.7.13.) "중국 블루칩 작가 4인이 그린 대륙의 자화상"[깨진 링크(과거 내용 찾기)]
- 이보연, 《이슈, 중국 현대미술-찬란한 도전을 선택한 중국 예술가 12인의 이야기》(시공아트, 2008)
- 《Artnet Magazine》(2007.11.12.) "Guy Smiley"